# Grégoire Colin
Pour les articles homonymes, voir Colin.
Grégoire Colin est un acteur français né le 25 juillet 1975 à Châtenay-Malabry,.

## Biographie
Grégoire Colin est le fils de Lucrèce Lachenardière (comédienne) et de Christian Colin (acteur, metteur en scène). Il grandit dans la cité-jardin du Plessis-Robinson. Il débute à douze ans au théâtre de Gennevilliers, grâce à Bernard Sobel qui lui confie un rôle dans Hécube (1988) d'Euripide aux côtés de son père Christian Colin et de Maria Casarès. Il réalise dès lors une carrière en autodidacte, fait sa première apparition au cinéma en 1989, est nommé au César du meilleur espoir masculin en 1993 pour son rôle dans Olivier, Olivier d'Agnieszka Holland.
C'est cependant sa rencontre avec Claire Denis, en 1994, qui marque selon lui « un avant et un après » et lui permet d'affirmer sa place au cinéma. Il devient l'un de ses acteurs fétiches,, tournant neuf fois avec elle, de Nénette et Boni (pour lequel il a obtenu le prix d'interprétation au festival international du film de Locarno) à Beau Travail en 1999 ou 35 Rhums en 2008.

## Filmographie

### Acteur

#### Cinéma

##### Longs métrages

###### Années 1990
- 1990 : Le Silence d'ailleurs de Guy Mouyal : Christophe
- 1991 : L'Année de l'éveil de Gérard Corbiau : François
- 1992 : Olivier, Olivier d'Agnieszka Holland : Olivier
- 1993 : Roulez jeunesse ! de Jacques Fansten : Julien
- 1993 : L'Œil écarlate de Dominique Roulet : Christophe
- 1994 : Pas très catholique de Tonie Marshall : Baptiste Vaxelaire
- 1994 : Before the Rain de Milcho Manchevski : Kiril
- 1994 : La Reine Margot de Patrice Chéreau : le jeune égorgé
- 1995 : Fiesta de Pierre Boutron : Rafael
- 1995 : À propos de Nice, la suite, segment Nice, Very Nice de Claire Denis : le tueur
- 1996 : Le Fils de Gascogne de Pascal Aubier : Harvey
- 1996 : Nénette et Boni de Claire Denis : Boniface dit « Boni »
- 1997 : Homère, la dernière odyssée de Fabio Carpi : Manuel Fernandez
- 1998 : La Vie rêvée des anges d'Érick Zonca : Chriss
- 1998 : Secret défense de Jacques Rivette : Paul
- 1998 : Disparus de Gilles Bourdos : Alfred Katz
- 1998 : Superlove de Jean-Claude Janer : Mario
- 1999 : Beau Travail de Claire Denis : Gilles Sentain

###### Années 2000
- 2000 : Sade de Benoît Jacquot : Fournier
- 2000 : Adela d'Eduardo Mignogna : Timar
- 2002 : Sex Is Comedy de Catherine Breillat : acteur
- 2002 : La Guerre à Paris de Yolande Zauberman : Commissaire Romain
- 2002 : Vendredi soir de Claire Denis : le jeune homme en parka
- 2003 : Snowboarder d'Olias Barco : Josh Attersen
- 2003 : Inquiétudes de Gilles Bourdos : Bruno Keller
- 2004 : L'Intrus de Claire Denis : Sidney
- 2005 : Le Domaine perdu de Raoul Ruiz : Max
- 2005 : La Ravisseuse d'Antoine Santana : Julien
- 2006 : Exes de Martin Cognito : Exes
- 2006 : L'Éclaireur de Djibril Glissant : Aton Diamanti
- 2007 : Le Tueur de Cédric Anger : Kopas
- 2007 : Voleurs de chevaux de Micha Wald : Roman
- 2008 : 35 Rhums de Claire Denis : Noé
- 2008 : Nanayo de Naomi Kawase : Greg
- 2009 : L'Apparition de la Joconde de François Lunel : le conseiller littéraire

###### Années 2010
- 2010 : Nos résistances de Romain Cogitore : Le bourreau
- 2011 : La Traque d'Antoine Blossier : Nathan
- 2012 : Spanien d'Anja Salomonowitz : Sava
- 2012 : Augustine d'Alice Winocour : Verdan
- 2013 : Je m'appelle Hmmm... d'Agnès b. : jeune homme au café
- 2013 : Les Salauds de Claire Denis : Xavier
- 2013 : Opium d'Arielle Dombasle : Jean Cocteau
- 2015 : Full Contact de David Verbeek : Ivan
- 2017 : Le Prix du succès de Teddy Lussi-Modeste : Hervé
- 2017 : Barbara de Mathieu Amalric : Charley Marouani
- 2017 : Si tu voyais son cœur de Joan Chemla : l'homme en caleçon
- 2017 : Le Rire de ma mère de Colombe Savignac et Pascal Ralite : l'ORL
- 2019 : L'État sauvage de David Perrault : De Lisle
- 2019 : It Must Be Heaven d'Elia Suleiman : l'homme dans le métro
- 2019 : Camille de Boris Lojkine : François
- 2019 : Proxima d'Alice Winocour : Docteur

###### Années 2020
- 2020 : Si le vent tombe de Nora Martirosyan : Alain
- 2020 : Amants de Nicole Garcia : Paul
- 2020 : Passion simple de Danielle Arbid : l'ex-mari
- 2021 : Playlist de Nine Antico : Jean-Luc
- 2021 : Mon légionnaire de Rachel Lang : Le chef de corps
- 2021 : Avec amour et acharnement de Claire Denis : François
- 2021 : Tu me ressembles (You Resemble Me) de Dina Amer : le père de Foster
- 2022 : Revoir Paris d'Alice Winocour : Vincent
- 2023 : Toi non plus tu n'as rien vu de Béatrice Pollet : Thomas Morel
- 2023 : Flo de Géraldine Danon : Christian Garrel
- 2023 : Cash de Jérémie Rozan : Brice Nougarolis
- 2023 : Le Vourdalak d'Adrien Beau : Jegor
- 2023 : La Vénus d'argent d'Héléna Klotz : Le père
- 2023 : Drone Games d'Olivier Abbou : Nicolas
- 2024 : La Mer au loin de Saïd Hamich : Serge
- 2024 : Rendez-vous avec Pol Pot de Rithy Panh : Alain Cariou
- 2024 : Les Arènes de Camille Perton : Philippe Mattei
- 2024 : Selon Joy de Camille Lugan : Dab
- 2024 : La Voie du serpent de Kiyoshi Kurosawa : Pierre Guérin
- 2025 : Badh de Guillaume de Fontenay : Sam

##### Courts métrages
- 1993 : Mardi de Marion Carrance
- 2002 : Novela de Cédric Anger : Ben
- 2015 : L'Homme le plus beau du monde de Maia Thiriet : L'homme
- 2019 : Nacht Wald de Mali Arun : Wilhem
- 2022 : And He Said Yes ! de Gintare Parulyte : Thanos
- 2022 : Harmony de Céline Gailleurd et Olivier Bohler : Coppélius
- 2022 : Les Rossignols de Juliette Saint-Sardos : Henri

#### Télévision
- 1991 : Cinéma 16 (série télévisée), épisode Le Jeu du roi de Marc Evans : Jean-Marie, enfant
- 1994 : Jalna (série télévisée) de Philippe Monnier : Finch
- 1994 : US Go Home (téléfilm) de Claire Denis : Alain
- 2011 : L'Épervier (série télévisée) de Stéphane Clavier : Cha-Ka
- 2012 : Napoleon wal Mahroussa (série télévisée) de Chaouki Mejeri : Napoléon Bonaparte
- 2019 : Thanksgiving (mini-série) de Nicolas Saada : Vincent
- 2019 : Zone blanche (série télévisée), saison 2 de Mathieu Missoffe : Yann Séguier
- 2019 : Examen de conscience (téléfilm) d'Olivier Barma : Paul
- 2020 : Capitaine Marleau (série télévisée) de Josée Dayan, épisode Au nom du fils : Bertrand Lanski
- 2021 : Lupin (série télévisée) : Vincent
- 2021 : Disparu à jamais (mini-série télévisée) : Kesler
- 2021 : La Mort est dans le pré (téléfilm) d'Olivier Langlois : Luc Masson[7]
- 2021 : Les Combattantes (mini-série télévisée) d'Alexandre Laurent : Charles Dewitt
- 2022 : Chair tendre (mini-série télévisée) de Yaël Langmann : Grégoire Dalca, le père de Sasha
- 2024 : Une amitié dangereuse d'Alain Tasma : Cardinal Richelieu
- 2025 : Tout le monde ment, épisode Les Repentis : Antonio Manotti
- 2025 : Mob Land (série télévisée britannique) : Antoine Arloud[8]

### Réalisateur
- 2010 : La Baie du renard (court métrage)[9]
- 2013 : Lisières (court métrage)[10]

## Théâtre
- 1988 : Hécube d'Euripide aux côtés de Maria Casarès, mise en scène de Bernard Sobel au Théâtre de Gennevilliers[11]
- 2007 : La double inconstance de Marivaux aux côtés d'Isild Le Besco, mise en scène de Christian Colin au Théâtre de Chaillot[12]

## Distinctions

### Récompenses
- Festival international du film de Locarno 1996 : prix spécial d'interprétation pour Nénette et Boni
- Festival Jean Carmet de Moulins 1998 : meilleur second rôle masculin (prix du jury) pour La Vie rêvée des anges

### Nomination
- César 1993 : meilleur espoir masculin pour Olivier, Olivier

### Jury de festival
- Festival international du film d'Odessa 2010 : membre du jury